# Surprise, Surprise (Sweet Bird of Paradox)
"Surprise, Surprise (Sweet Bird of Paradox)" är en låt av John Lennon, utgiven 1974 på albumet Walls and Bridges. Sången är skriven till  Lennons flickvän May Pang under den så kallade Lost Weekend, dvs den period på ca 18 månader då han och Yoko Ono hade separerat.